# Trofeo de la Uva y el Vino
El Trofeo de la Uva y el Vino es un trofeo de fútbol de carácter amistoso disputado en la ciudad de Daimiel en la provincia española de Ciudad Real. El Torneo tuvo su primera edición en 1968 y la última edición disputada ha sido la de 2019 entre el Daimiel Racing Club y el Manzanares CF. En 1992 se jugó, además del XXV Torneo habitual, un partido para conmemorar el 25 aniversario del Torneo, entre el Daimiel CF y el Manzanares CF.

## Palmarés
| Año  | Edición | Campeón                  | Resultado  | Subcampeón                       |
| ---- | ------- | ------------------------ | ---------- | -------------------------------- |
| 1968 | I       | CF Valdepeñas            | 2-1        | CD Quintanar                     |
| 1969 | II      | AD Plus Ultra            | 1-0        | CD Quintanar                     |
| 1970 | III     | Calvo Sotelo CF          | 0-0 (pen)  | Daimiel CF                       |
| 1971 | IV      | Calvo Sotelo CF          | 1-0        | CD Manchego                      |
| 1972 | V       | CD Manchego              | 2-1        | CF Valdepeñas                    |
| 1973 | VI      | CF Valdepeñas            | 1-0        | CD Manchego                      |
| 1974 | VII     | Calvo Sotelo CF          | 2-0        | CF Valdepeñas                    |
| 1975 | VIII    | Daimiel CF               | 2-1        | CD Manchego                      |
| 1976 | IX      | Daimiel CF               | 1-0        | CD Manchego                      |
| 1977 | X       | CD Ciempozuelos          | 2-1        | Manzanares CF                    |
| 1978 | XI      | Daimiel CF               | 1-0        | CD Manchego                      |
| 1979 | XII     | Real Madrid Aficionados  | 4-0        | CF Valdepeñas                    |
| 1980 | XIII    | Daimiel CF               | 3-1        | CF Valdepeñas                    |
| 1981 | XIV     | Daimiel CF               | 1-0        | Talavera CF                      |
| 1982 | XV      | Calvo Sotelo CF          | 0-0 (pen)  | CF Valdepeñas                    |
| 1983 | XVI     | CD Guadalajara           | 4-2        | Daimiel CF                       |
| 1984 | XVII    | Daimiel CF               | 2-0        | CD Manchego                      |
| 1985 | XVIII   | CF Valdepeñas            | 1-0        | Daimiel CF                       |
| 1986 | XIX     | CF Valdepeñas            | 0-0 (pen)  | Calvo Sotelo CF                  |
| 1987 | XX      | Daimiel CF               | 1-0        | Tomelloso CF                     |
| 1988 | XXI     | Rayo Vallecano           | triangular | Tomelloso CF Daimiel CF          |
| 1989 | XXII    | Daimiel CF               | 3-1        | Manzanares CF                    |
| 1990 | XXIII   | Tomelloso CF             | 2-0        | Daimiel CF                       |
| 1991 | XXIV    | CF Gimnástico de Alcázar | 4-1        | Puertollano Industrial           |
| 1992 | XXV     | Real Madrid CF B         | 0-0 (pen)  | Bilbao Athletic                  |
| 1992 |         | Daimiel CF               | 2-2 (pen)  | Manzanares CF                    |
| 1993 | XXVI    | Manzanares CF            | 0-0 (pen)  | Atlético Ciudad Real             |
| 1994 | XXVII   | CF Gimnástico de Alcázar | 0-0 (pen)  | Tomelloso CF                     |
| 1995 | XXVIII  | Real Madrid CF B         | triangular | CD Toledo Daimiel CF             |
| 1996 | XIX     | CD Toledo                | triangular | Atlético de Madrid B Daimiel CF  |
| 1997 | XXX     | Betis Deportivo          | 1-0        | CD Manchego                      |
| 1998 | XXXI    | Real Madrid CF B         | 7-0        | Daimiel CF                       |
| 1999 | XXXII   | Daimiel CF               | 0-0 (pen)  | Manzanares CF                    |
| 2000 | XXXIII  | Real Madrid CF B         | 4-2        | UD Puertollano                   |
| 2001 | XXXIV   | Tomelloso CF             | triangular | Manzanares CF Daimiel CF         |
| 2002 | XXXV    | Tomelloso CF             | triangular | CD Toledo Daimiel CF             |
| 2003 | XXXVI   | Tomelloso CF             | triangular | UD Marbella Daimiel CF           |
| 2004 | XXXVII  | Atlético de Madrid B     | 4-0        | Daimiel CF                       |
| 2005 | XXXVIII | UD Puertollano           | 1-0        | Daimiel CF                       |
| 2006 | XXXIX   | Manchego Ciudad Real CF  | 3-1        | UD Puertollano                   |
| 2007 | XL      | Manchego Ciudad Real CF  | 0-0 (pen)  | Daimiel CF                       |
| 2008 | XLI     | Real Madrid CF C         | 2-0        | Daimiel CF                       |
| 2009 | XLII    | Betis Deportivo          | 1-0        | Daimiel CF                       |
| 2010 | XLIII   | Daimiel CF               | 0-0 (pen)  | Formac Villarrubia CF            |
| 2011 | XLIV    | Daimiel Racing Club      | 3-1        | CD Manchego Ciudad Real CF       |
| 2012 | XLV     | Atlético de Madrid C     | 1-0        | Daimiel Racing Club              |
| 2013 | XLVI    | Almagro CF               | 2-2 (pen)  | Daimiel Racing Club              |
| 2014 | XLVII   | CD Atlético Tomelloso    | 2-1        | Daimiel Racing Club              |
| 2015 | XLVIII  | Formac Villarrubia CF    | 2-1        | Daimiel Racing Club              |
| 2016 | XLIX    | Formac Villarrubia CF    | triangular | CF La Solana Daimiel Racing Club |
| 2017 | L       | Daimiel Racing Club      | 2-0        | CD Manchego Ciudad Real          |
| 2018 | LI      | Almagro CF               | 2-1 (pen)  | Daimiel Racing Club              |
| 2019 | LII     | Manzanares CF            | 1-0        | Daimiel Racing Club              |
| 2020 | LIII    | Daimiel Racing Club      | 2-1        | Sporting de Alcázar CF           |
| 2021 | LIV     | EF Ciudad de Getafe      | 3-3 (pen)  | Daimiel Racing Club              |
| 2022 | LV      | Formac Villarrubia CF    | 3-1        | Daimiel Racing Club              |
| 2023 | LVI     | CD Madridejos            | 3-2        | Daimiel Racing Club              |
| 2024 | LVII    | Fundación Rayo Vallecano | 2-1        | Daimiel Racing Club              |

## Campeones
| Equipo                                   | Títulos | Ediciones                                                                          |
| ---------------------------------------- | ------- | ---------------------------------------------------------------------------------- |
| Daimiel CF-Daimiel Racing Club           | 14      | 1975, 1976, 1978, 1980, 1981, 1984, 1987, 1989, 1992, 1999, 2010, 2011, 2017, 2020 |
| Calvo Sotelo CF-UD Puertollano           | 5       | 1970, 1971, 1974, 1982 y 2005                                                      |
| Tomelloso CF-CD Atlético Tomelloso       | 5       | 1990, 2001, 2002, 2003 y 2014                                                      |
| Valdepeñas CF                            | 4       | 1968, 1973, 1985 y 1986                                                            |
| Real Madrid CF B                         | 4       | 1992, 1995, 1998 y 2000                                                            |
| CD Manchego-CD Manchego Ciudad Real      | 3       | 1972, 2006 y 2007                                                                  |
| Formac Villarrubia CF                    | 3       | 2015, 2016 y 2022                                                                  |
| Real Madrid Aficionados-Real Madrid CF C | 2       | 1979 y 2008                                                                        |
| CF Gimnástico de Alcázar                 | 2       | 1991 y 1994                                                                        |
| Betis Deportivo                          | 2       | 1997 y 2009                                                                        |
| Manzanares CF                            | 2       | 1993 y 2019                                                                        |
| Almagro CF                               | 2       | 2013 y 2018                                                                        |
| AD Plus Ultra                            | 1       | 1969                                                                               |
| CD Ciempozuelos                          | 1       | 1977                                                                               |
| CD Guadalajara                           | 1       | 1983                                                                               |
| Rayo Vallecano                           | 1       | 1988                                                                               |
| CD Toledo                                | 1       | 1996                                                                               |
| Atlético de Madrid B                     | 1       | 2004                                                                               |
| Atlético de Madrid C                     | 1       | 2012                                                                               |
| EF Ciudad de Getafe                      | 1       | 2021                                                                               |
| CD Madridejos                            | 1       | 2023                                                                               |
| Fundación Rayo Vallecano                 | 1       | 2024                                                                               |